# David Berkowitz
David Berkowitz, född som Richard David Falco den 1 juni 1953 i Brooklyn i New York, är en amerikansk dömd seriemördare mer känd under namnet "Son of Sam", som erkänt att han under 1970-talet dödat sex personer och skadat minst ytterligare sju i attacker med en revolver av kaliber .44. Berkowitz tidiga förklaring till de mord han begick var att grannens hund skulle varit besatt av en gammal egyptisk demon som sedan beordrat honom att döda.
För närvarande (2025) avtjänar David Berkowitz sitt straff på Shawangunk Correctional Facility i Ulster County i delstaten New York.

## Uppväxt
Berkowitz föddes som Richard David Falco, son till Betty Falco och Joseph Kleinman. Modern var samtidigt gift med en Tony Falco, men kort efter det att hon fött en dotter lämnade maken henne, dock utan att paret tog ut skilsmässa. Senare träffade hon Joseph Kleinman, också han gift, med vilken hon inledde en relation som resulterade i ännu en graviditet  som Kleinman vill avstyra genom abort. Så blev det dock inte.
Bara några dagar efter sonen David fötts blev han bortadopterad till Nathan och Pearl Berkowitz, ett barnlöst judiskt par som kom att avguda sin adoptivson. Paret var emellertid mycket tillbakadragna, vilket kan ha varit en av anledningarna till att den unge David blev socialt missanpassad. Hans aggressioner gjorde det svårt för honom att få riktiga kamratrelationer; han kom därför att bli en ensamvarg .
David var en hängiven basebollspelare, men sågs förutom det som något av kvarterets mobbare. John Vincent Sanders skriver: "Davids barndom var något problemfylld. Även om hans intelligens låg över genomsnittet, förlorade han tidigt intresset för att läsa och började istället snart att syssla med mindre stölder och pyromani .
Adoptivmodern Pearl dog av bröstcancer 1967, vilket tog David hårt och gjorde honom närmast otröstlig. Hans tro började vackla och han såg sin adoptivmors död som en komplott av makterna för att krossa honom. När hans adoptivfar gifte om sig 1971 flyttade paret till Florida och lämnade sonen ensam kvar i New York. David tog då värvning i armén och tjänstgjorde där till 1974 (han lyckades slippa Vietnamkriget men tjänstgjorde i både USA och Sydkorea) där han skaffade sig ett rykte som en mycket god skytt.
Nu blommade Davids vilande anlag för pyromani upp. Han började anlägga fler och fler bränder - till sist över 1000 stycken . I det militära hade han konverterat från judendom till baptism och han fortsatte att utforska kristendomen en aning. Så småningom fick han en anställning inom US Mail och lyckades spåra sin biologiska moder, men efter några få besök upphörde kontakten.

## Första attacken
Berkowitz berättade 1975 för en psykiater att han kände sig behärskad av demoner, vilka talade om för honom att han måste döda. Han påstår att han utförde sin första attack mot kvinnor i slutet samma år. Då ska han ha attackerat två kvinnor med en kniv på julafton. Den ena kvinnan blev aldrig identifierad men Charles Montaldo skriver att det andra offret, Michelle Forman, lades in på sjukhus på grund av sina skador . Inte långt därefter flyttade Berkowitz till ett hem i Yonkers.

## "Son of Sam"
Smeknamnet "Son of Sam" kommer från Berkowitzs granne Sam Carr som Berkowitz ansåg var en "hög demon", som skickade sin onda Labrador retriever Harvey till sin granne för att beordra honom att begå mord. Berkowitz försökte vid ett senare tillfälle att skjuta hunden efter ett av sina mord, men hunden överlevde.

## ".44 Killer"
Sommaren 1976 började en person att beskjuta folk i New York. Denne förövare fick vedernamnet ".44 Killer" i pressen efter kalibern på skotten. Det visade sig senare att det var Berkowitz som legat bakom skjutandet.
Den 29 juli 1976 sköts Jody Valenti och Donna Lauria när de satt i en parkerad bil på en gata utanför den senares lägenhet. Valenti överlevde men Lauria dog av sina skador.
Berkowitz slog några månader senare, 23 oktober 1976, till igen. Återigen sökte han upp två personer som satt i en parkerad bil, Carl Denaro och Rosemary Keenan. Båda överlevde, trots att Denaro skjutits i huvudet. En månad senare, 26 november, gick Donna DeMasi och Joanne Lomino hem från ett biobesök då Berkowitz avlossade skott som båda träffades av. DeMasi blev helt återställd medan Lomino förlamades för livet.
Den 30 januari 1977 besköt Berkowitz Christine Freund och John Diel; det tredje paret som attackerats i en parkerad bil. Diel överlevde men Freund dog av skadorna hon ådrog sig.
Efter Berkowitz' fjärde attack i januari 1977 hade polisen insett att förövaren dels riktade in sig på tonårstjejer med långt mörkt hår, dels på unga par.
Under namnet "Son of Sam" började Berkowitz skriva brev till medierna, bland annat till kolumnisten Jimmy Breslin. Breven var mestadels slarvigt och virrigt skrivna.
En enkel parkeringsbot utskriven på en bil som stod parkerad i området där en av attackerna skett, ledde till en polisutredning. Denna utredning ledde i sin tur till att David Berkowitz kunde gripas i sin lägenhet i Yonkers i New York 10 augusti 1977. Han erkände direkt och dömdes 12 juni 1978 till 6 gånger livstids fängelse för mord och mordförsök.
Berkowitz har senare påstått att Hall & Oates-sången "Rich Girl" hade påverkat honom att begå morden. Just den sången lanserades emellertid inte förrän morden redan hade begåtts.

## Efter gripandet
År 1997 påstod Berkowitz att han inte agerat ensam i morden då han träffat personer som övertygat honom att gå med i en ockult grupp som offrade djur till Satan. Han sade att gruppen också upprättat en barnpornografisk ring för att locka människor till sig och menade vidare att han inte var den "Son Of Sam" som beskjutit människor utan bara en av många som hållit utkik. Han lade istället skulden på John "Wheaties" Carr och dennes bror Michael såsom varande två av de ansvariga för morden och att en av dem bar ansvaret för skottlossningen på "Queens disco". John bodde i ett hus bakom Berkowitz och ägde också den labrador som han påstått var en "hög demon". John dog vid en skottlossning i februari 1978 och brodern Michael avled efter en trafikolycka i oktober året därpå. Efter en tid av stor beredvillighet sa Berkowitz plötsligt att han inte vågade ge ut fler detaljer, eftersom han då kunde utsätta sin familj för fara. John och Michaels far var Sam Carr, samme Sam som genom media och Berkowits egna brev gav honom namnet Son of Sam.

## Senare uttalanden
Berkowitz påstår numera att han var satanist under den period då han begick morden. Han menar bland annat att han försökt förmå den före detta prästen och exorcisten Malachi Martin att besöka honom angående sina ockulta anfäktelser.
Berkowitz överlevde i fängelset ett mordförsök utfört av en medfånge (som krävde 57 stygn), vilken han vägrade namnge. Ständiga lynnesutbrott i fängelset gav honom också öknamnet "David Berserkowitz" (av det skandinaviska ordet 'bärsärk').
Berkowitz beskriver sig själv som pånyttfödd kristen, och han skickade ett brev till New Yorks guvernör George Pataki och bad honom ställa in den rättsliga prövningen inför en eventuell förtidsfrigivning. Han skrev: "I ärlighetens namn anser jag att jag förtjänar att sitta i fängelse för resten av mitt liv. Med Guds hjälp har jag sedan länge funnit mig tillrätta i min situation och accepterat mitt straff." I juni 2004 nekades han i sin andra prövning efter att ha klargjort att han inte ville ha någon. Nämnden ansåg att Berkowitz deltagande i de olika fängelseprogrammen var lovvärda men ansåg att graden av brutalitet i morden krävde att han skulle sitta inspärrad.

## Efterspel
Ett av de mer påtagliga avtrycken som Berkowitz har satt är "Son of Sam-lagarna". Den första av dessa lagar användes i delstaten New York sedan en publicist erbjudit Berkowitz stora summor för sin historia. Den lagen gav delstaten rätt att i upp till fem år konfiskera pengar som tjänats genom överenskommelse med en kriminell. Sådana pengar skulle därefter gå till offrens familjer som kompensation. Högsta domstolen i USA meddelade emellertid 1991 att en sådan lag inte är i enlighet med USA:s konstitution.
År 2005 skrev Berkowitz sina memoarer och publicerade dem trots högljudda protester från offrens familjer och advokater.